# اپیمتئوس ۱۸۱۰

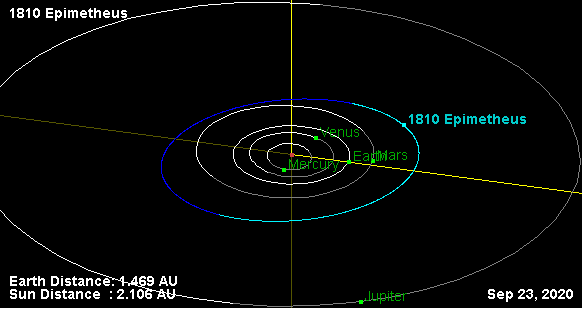
نمایی از محل قرارگیری سیارک اپیمتئوس در مدار – ۲۰۲۰

سیارک ۱۸۱۰ (به انگلیسی: 1810 Epimetheus، نامگذاری:4196P-L) هزار و هشتصد و دهمین سیارک کشف شده‌است که در ۲۴ سپتامبر ۱۹۶۰ کشف شد.
قدر مطلق سیارک برابر ۱۲٫۳۰ است.